# ليز باكون
ليز باكون (بالإنجليزية: Liz Bacon) (من مواليد 27 سبتمبر 1963) وهي أستاذة في هندسة البرمجيات ونائبة مدير جامعة غرينيتش، إنجلترا.

## حياتها
نشأت ليز باكون في كينلي، ساري. حصت على درجة البكالوريوس في علوم الكمبيوتر في جامعة التايمز البوليتكنيكية، قضت عامها الثالث في الجامعة في CERN ، وتخرجت في عام 1986. حصلت على درجة الدكتوراه في مجال الذكاء الاصطناعي في جامعة غرينتش في عام 1993. تشغل ليز باكون حاليًا منصب الرئيس السابق لـ BCS المعهد المعتمد لتكنولوجيا المعلومات، كان لديها العديد من المناصب بما في ذلك رئيسة لأكاديمية BCS ، وعضوة مجلس في BCS. وقد كانت عضوة في مجلس PITCOM ، ولجنة تكنولوجيا المعلومات البرلمانية، والمسؤولة عن الاتصالات، وعضوة في EQANIE (الشبكة الأوروبية لضمان الجودة في التعليم المعلوماتي) ، وبرنامج National HE STEM وقائدة الفكر في تكنولوجيا المعلومات والاتصالات في امتحانات جامعة كامبردج الدولية. شاركت باكون في أبحاث هندسة البرمجيات والبحث الإلكتروني لأكثر من 10 سنوات وكانت واحدة من 30 امرأة تم تحديدهن في حملة BCS Women in IT في عام 2014. ثم ظهرت في كتاب إلكتروني من بعنوان«المرأة في تكنولوجيا المعلومات: إلهام الجيل القادم» التي أنتجتها شركة BCS وكذلك معهد تشارترد لتقنية المعلومات وهو كتاب إلكتروني مجاني. وفي عام 2015 ، أصبحت ليز باكون زميلة رئيسية في HEA وتم اختيارها على أنها المرأة الأكثر تأثيراً في مجال تكنولوجيا المعلومات في المملكة المتحدة لعام 2015 من قبل Computer Weekly.

## المناصب التي حصلت عليها
- أستاذة في هندسة البرمجيات ونائبة المدير في جامعة غرينتش، إنجلترا.
- الرئيسة السابقة للـ BCS ، معهد تشارترد لتقنية المعلومات، وانتخبت رئيسًا لـ BCS لمدة عام واحد بدءًا من مارس 2014.
- الرئيسة الافتتاحية لأكاديمية BCS للحوسبة، أول مجتمع متعلم في المملكة المتحدة للحوسبة.
- رئيسة وأمينة BCS سابقًا، معهد تشارترد لتقنية المعلومات.[10]
- الرئيسة السابقة للجنة CPHC ، عضوة سابقة في المجلس والموظفة المسؤولة عن PITCOM (لجنة تكنولوجيا المعلومات البرلمانية).[11]
- ممثلة الجامعة في PICTFOR (المنتدى البرلماني للإنترنت والاتصالات والتكنولوجيا).

## الاهتمامات البحثية / العلمية
اهتمت ليز باكون بالتعلم الإلكتروني والألعاب وهندسة البرمجيات وإدارة الأزمات والحوسبة الوجدانية والأمن السيبراني والصحة الإلكترونية والتخصيص.

## حياتها الشخصية
ليز بيكون متزوجة من ستيوارت كابلير. ومن هواياتها ركوب الأحصنة والتزلج والغوص.